# Levi (Amoräer)
R. Levi war ein Amoräer der so genannten 3. Generation in Palästina und lebte im dritten und vierten nachchristlichen Jahrhundert.
Er war Freund des Abba bar Kahana und Schwiegervater Zekharjas.
Neben Isaak b. Nappacha war er der bedeutendste Haggadist aus der Schule Jochanans, in welcher er als besoldeter Prediger 22 Jahre lang angestellt war, um die Gemeinde zu den Vorträgen des Meisters zu sammeln und durch eigene Vorträge bis zu dessen Eintreffen zu unterhalten. Dieses Amt versah er mit Hingabe und großem Erfolg und wurde auch von solchen akzeptiert und als berufener Schrifterklärer angesehen, die ansonsten der Haggada gegenüber eher abgeneigt waren (z. B. R. Se'era).
Er hatte viele Schüler, die seine Haggadot überlieferten, sein Haupttradent ist Jehoschua von Sikhnin.